# Gombe (Nigéria)
Gombe é uma cidade no nordeste da Nigéria (e uma área de governo local). É a capital do estado de Gombe e tem uma população é estimada em 275.091. A cidade é a sede do Emirado de Gombe, um estado tradicional que cobre a maior parte do estado de Gombe.
O LGA tem uma área de 52 km ² e uma população de 268.000 no censo de 2006.
O código postal da área é 760.

## Política
O atual governador é Ibrahim Hassan Dankwambo.

## Transporte
Gombe é servido por uma estação na linha principal leste da rede ferroviária nacional.